# Constantin Möstl
Constantin Möstl (født 1. april 2000 i Wien) er en østrigsk håndboldspiller, der spiller for den østrigske klub Alpla HC Hard og det østrigske landshold. Hans første slutrunde var EM i håndbold 2024.
Han er søn af håndbold-målmanden Werner Möstl.
I sæsonen 22/23 vandt han den østrigske liga med SG Handball West Wien.